# コトロスリ川
コトロスリ川（コトロスリがわ、ロシア語: Ко́торосль, ラテン文字表記: Kotorosl / Kotorost）は、ロシアのヤロスラヴリ州を流れる河川で、ヴォルガ川右支流のひとつ。
ロストフ付近のネロ湖から北へ流れるヴェクサ川（Вёкса）と、左岸から合流するウスツイェ川（Устье）が合わさり、コトロスリ川となる。ガヴリロフ＝ヤムを流れ渓谷地帯に入り、ヴォルガ川沿いの低地へ出て蛇行しながらヤロスラヴリの街でヴォルガ川に合流する。
ロストフを首都とするロストフ公国は、中世ロシアの諸公国の中でも強国であり、ロストフとロシア各地への内陸水路とを結ぶコトロスリ川は戦略的に重要な河川であった。現在の流域は、別荘や保養所の多い観光地である。
主な支流にはパフマ川（左支流）、ラホスト川（右支流）などがある。